# شادی کولتشنه
شادی کولتشنه (انگلیسی: Shaq Coulthirst؛ زادهٔ ۲ نوامبر ۱۹۹۴) بازیکن فوتبال اهل بریتانیا است.
از باشگاه‌هایی که در آن بازی کرده‌است می‌توان به باشگاه فوتبال یورک سیتی، باشگاه فوتبال پیتربورو یونایتد، باشگاه فوتبال منزفیلد تاون، باشگاه فوتبال بورم‌وود، باشگاه فوتبال تورکی یونایتد، باشگاه فوتبال تاتنهام هاتسپر، باشگاه فوتبال ساوتند یونایتد، باشگاه فوتبال ویگان اتلتیک، باشگاه فوتبال بارنت، و باشگاه فوتبال لیتون اورینت اشاره کرد.
وی همچنین در تیم ملی فوتبال زیر ۱۹ سال انگلستان بازی کرده‌است.